# 이혜정 (배우)
이혜정(1998년 1월 6일 ~ )은 대한민국의 배우이다. 2023년 3월 1일 지니 TV 드라마 《딜리버리맨》으로 데뷔하였다.

## 학력
- 서경대학교 연기과

## 출연 작품

### 드라마
| 연도 | 방송사   | 제목         | 역할   | 비고   |
| ---- | -------- | ------------ | ------ | ------ |
| 2023 | Genie TV | 딜리버리 맨! | 윤소리 | 12부작 |